# 羅德葉泡蛙
羅德葉泡蛙（Phyllomedusa rohdei）是屬於无尾目樹蟾科的一种青蛙。羅德葉泡蛙棲息地位於南美洲巴西的亚热带或热带潮湿的低地森林、潮湿的疏林草原、河流、耕地、放牧場、种植园、乡村花园以及城市市区。